# ストリーツ海飛
ストリーツ海飛（ストリーツかいと、1994年6月6日 - ）は、日本のフェンシング選手。
コアスタッフ（CORE STAFF)株式会社所属。競技種目はサーブル。右利き。2021年開催の東京オリンピックフェンシングに男子サーブル個人、団体ともに出場。

## 人物
神奈川県横浜市青葉区に父がイギリス系アメリカ人、母が日本人で、3歳年上の兄の下に次男として生まれる。兄の名前は【天翔／てんしょう】、弟の名前は【海飛／かいと〕〔天を翔け、海を飛び、世界で活躍できる兄弟に〕と願いを込めて名付けられた。7歳で家族とともにアメリカ、カリフォルニア州に引っ越す。小学校から18歳の高校卒業まで、シリコンバレー地域で育つ。英語がネイティブであり、日米語バイリンガルでもある。8歳でフェンシングを始め、15歳からアメリカ代表選手として世界大会に出場する。大学は東海岸のペンシルバニア州立大学に進学、経営学部ビジネス学科を卒業。その後、東京オリンピックを日本人として出場したいと考え、出生の日米二重国籍から日本国籍を選択、2016年からは日本代表選手として世界大会に出場を始めた。大学卒業後、2018年に日本へ帰国。フェンシング日本代表として、2021年東京オリンピックに個人・団体戦ともに出場し、男子サーブルではただ1人2回戦まで進んだが、世界ランク2位の選手と当たり、敗れる。2024年パリオリンピックを次の目標に掲げている。
日米ハーフのアスリートとしてメディアに出演も多数あり、フジテレビのジャンクSPORTS  、TBS【THE TIME,】などに出演。
また2021年、2022年の2回TBS系列SASUKEにフェンシング東京五輪選手として出場
をした。東京オリンピック時、TOKYO オリンピック村等を英語で紹介したところ、米国のニュースでも取り上げられ、大阪なおみもフォロワーになるなど、国内外で注目される人気のSNS となった。なお、TikTokは 15.3万人のフォロワー、2 億6 千万回以上のいいねを獲得し、Instagramも 1万5千人ものフォロワーを獲得している。

## 経歴
横浜市青葉区で 7歳まで育つ。2001年横浜市の小学校1年生の夏休みに祖父母の家のある米国カリフォルニア州に引っ越す。3歳上の兄と一緒に野球、バスケットボール等をしていたが、兄に負けない違うスポーツをしたいと思い、8歳で地元にあったクラブでフェンシングを始める。翌年、9歳で 10歳以下の全米チャンピオンとなり、14歳以下の部で全米ランキング1位を獲るなどした。15歳からはカデ米国代表として世界大会に出場を始める。16歳で全米ジュニア選手権優勝（17歳から20歳の部）をする。ジュニア米国代表選手に選ばれ、世界大会に出場していた。2012年ペンシルバニア州立大学へ進学。2014年19歳、大学2年生で全米大学生選手権（NCAA）サーブルチャンピオンとなり、同時にキャプテンを務めたチームでサーブル団体優勝も勝ち取る。それが大学の総合優勝にも繋がり、最優秀名誉大学生の表彰を受ける。16歳、19歳の10代の世代別で全米選手権優勝2回の成績を残した。
2014年の全米大学生選手権優勝時、半年前に東京オリンピックが決まっていた。日本人の母から「日本人として東京オリンピックをめざしてほしい」と云われ、出生の日米2重国籍から日本国籍を選択し、日本人選手として東京五輪をめざすことを決意する。
14歳の時、2008年鹿児島の祖父母宅に帰省していた際に北京オリンピックでの太田雄貴選手（元日本フェンシング協会会長）の銀メダル獲得をテレビで見て、五輪へのあこがれを強く持ったことも大きかった。2016年大学卒業後、NYでの練習を得て2018年日本定住帰国。
既に2016年から東京五輪フェンシング強化指定選手となり、現在まで世界選手権、アジア選手権ともに、公式国際全大会において日本代表選手として、出場している。
2017年、2019年の全日本選手権で2度の優勝、2018年準優勝を果たすなど、日本国内でも成果を続け、2017年世界ユニバーシアード大会では、日本代表選手として 10位。2016年アジア選手権個人 10位、2019年アジア選手権個人9位、団体3位。2019年ワールドカップカイロ大会16位などの成績も残す。2021年 TOKYO 五輪にフェンシング、サーブル個人・団体ともに出場。
2021年東京選手権優勝、2022年アジア選手権個人6位、団体2位。
チームアンカーとして、強敵イランに逆転勝ちをし、念願の銀メダルを獲った。
2022年11月5日フェンシング全日本選手権サーブルで3度目の優勝をした。

## 主な実績

### 米国代表時／米国内・海外大会成績
2004年 10歳以下の部 全米チャンピオン 9歳で優勝

2006年 14歳以下の部 年間全米ランク 1位

2009年 米国代表として世界大会出場

2010年 全米ジュニア選手権 個人優勝（ジュニア/17～20 歳）

2013年 世界ユニバーシアード全米代表で出場

2014年 全米大学生選手権（NCAA） 個人・団体優勝

―――2016 年からは日本人選手として出場――

2016年 全米選手権（NAC） 個人優勝

2017年 全米選手権 個人 3位

### 日本代表/国内成績
2015年 全日本選手権初出場 3位

2017年 全日本選手権 優勝

2018年 全日本選手権準優勝

2019年 全日本選手権 優勝

2021年 全日本選手権 3位

2021年 東京選手権 優勝

2022年 全日本選手権 優勝

2023年 全日本選手権 準優勝

### 日本代表/世界大会成績
2016年 アジア選手権 10位、団体銅メダル 3位

2017年 世界ユニバーシアード大会個人 10位

2018年 アジア選手権団体 3位

2019年 ワールドカップ個人16位

2019年 アジア選手権個人9位、団体銅メダル3位

2021年 TOKYO オリンピック個人・団体出場

2022年 6月アジア選手権個人 6位、団体銀メダル 2位